# Base faible
Une base faible est une base qui ne se dissocie pas totalement dans l'eau.

## Définition
Lorsqu'une base faible B− est mise en présence d'eau, il se produit la réaction suivante :
{\displaystyle {\rm {B^{-}+H_{2}O\rightleftharpoons BH+OH^{-}}}}
La réaction n'est pas totale mais équilibrée, la base reste toujours présente en solution.
On classe les bases faibles en fonction de leur constante d'acidité. Les bases faibles ont un pKa inférieur à 14. Pour un pKa négatif, on dit qu'elles sont « indifférentes ».
Dans une réaction acido-basique, le schéma général est le suivant : une base d'un couple réagit avec un acide d'un autre couple selon l'équation : {\displaystyle {\rm {acide_{1}+base_{2}\rightleftharpoons base_{1}+acide_{2}}}}.
L'acide1 se transforme en sa base conjuguée, et la base2 se transforme en son acide conjugué.

## Exemples
Les ions méthanoate (HCOO−) et éthanoate (CH3COO−) sont des bases faibles. Il en existe beaucoup d'autres.